# باشگاه فوتبال ویتستیبل تاون
باشگاه فوتبال ویتستیبل تاون (به انگلیسی: Whitstable Town Football Club) یک باشگاه فوتبال در شهر ویتستیبل، کشور انگلستان است که در سال ۱۸۸۶ میلادی تأسیس شده‌است.